# Mellotron

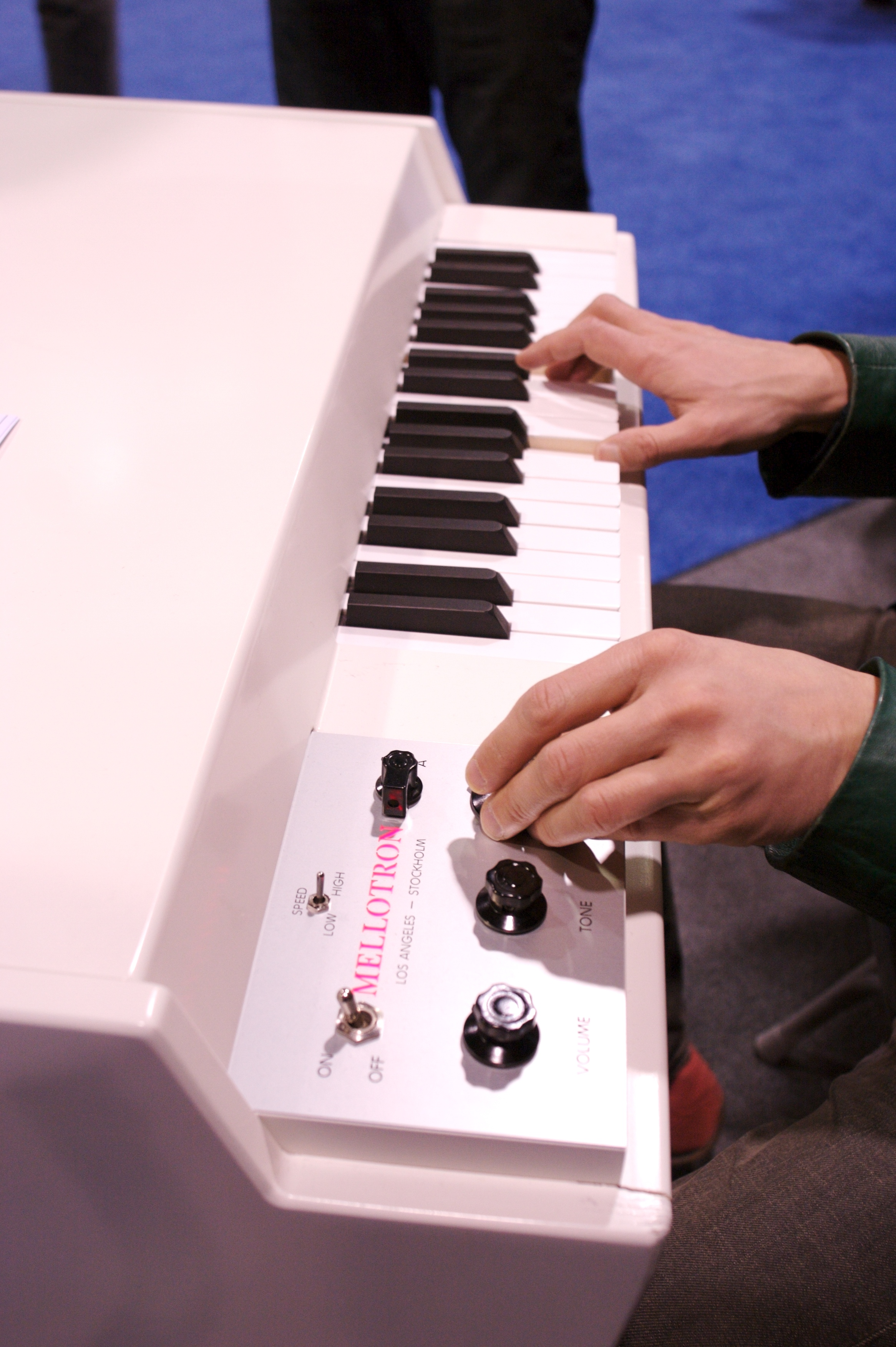
Mellotron

Mellotronul este un instrument muzical electromecanic, polifonic, cu claviatură, inventat în anii 1960.
Instrumentul constă dintr-un set de benzi magnetice audio preînregistrate, fiecare de câte 8 secunde, care sunt acționate de capete de redare care sunt plasate sub fiecare clapă.
Modelele MKI și MKII au două claviaturi una lângă alta: cea din dreapta avea preînregistrate sunete a 18 instrumente, precum instrumente cu coarde, flauturi, instrumente de suflat din alamă. Claviatura din stânga avea preînregistrate diverse ritmuri.
Mellotronul a fost des folosit de formațiile rock din anii 1970, dar unele dintre dezavantaje erau prețul foarte ridicat și fragilitatea instrumentului.